# Boeckella nyoraensis
Boeckella nyoraensis és una espècie de crustaci copèpode de la família dels centropàgids. És endèmic d'Austràlia, on viu als estats de Tasmània i Victòria. Habita les llacunes costaneres. Apareix com a espècie vulnerable en la Llista Vermella de la UICN. El seu nom específic, nyoraensis, significa 'de Nyora' en llatí i es refereix a una població situada prop de la localitat on en foren descoberts els primers espècimens.